# شارع دريباسيفسكا
فوليتسيا دريباسيفسكا (بالأوكرانية: Дерібасiвська)‏ أو أوليتسا دريباسيفسكا (بالروسية: Дериба́совская)‏هو ممر للمشاة (شارع) في قلب أوديسا، أوكرانيا. تم تسمية الشارع باسم خوسيه دي ريباس، الذي ساعد في بناء المدينة، وكان أول عمدة وكان يعيش في الشارع.
بجانب الشارع توجد أول حديقة في أوديسا، والتي تم بناؤها بعد فترة وجيزة من تأسيس المدينة في عام 1803 من قبل الأخوين دي ريباس، جوزيف وفيليكس (جوزيف وفيليكس). تحتوي هذه الحديقة على نافورة، ورافعة موسيقية، والعديد من الآثار، بما في ذلك تمثال لأسد ولبؤة مع صغارها، وكرسيًا يحيي ذكرى الكتاب الشهير " الكراسي الاثنا عشر"، واثنان من المعالم الأثرية الخاصة بليونيد أوتوسوف (تمثال وكذلك هاتفًا يلعب موسيقاه)، ونصب تذكاري لسيرجي أوتوتشكين، طيار مشهور.

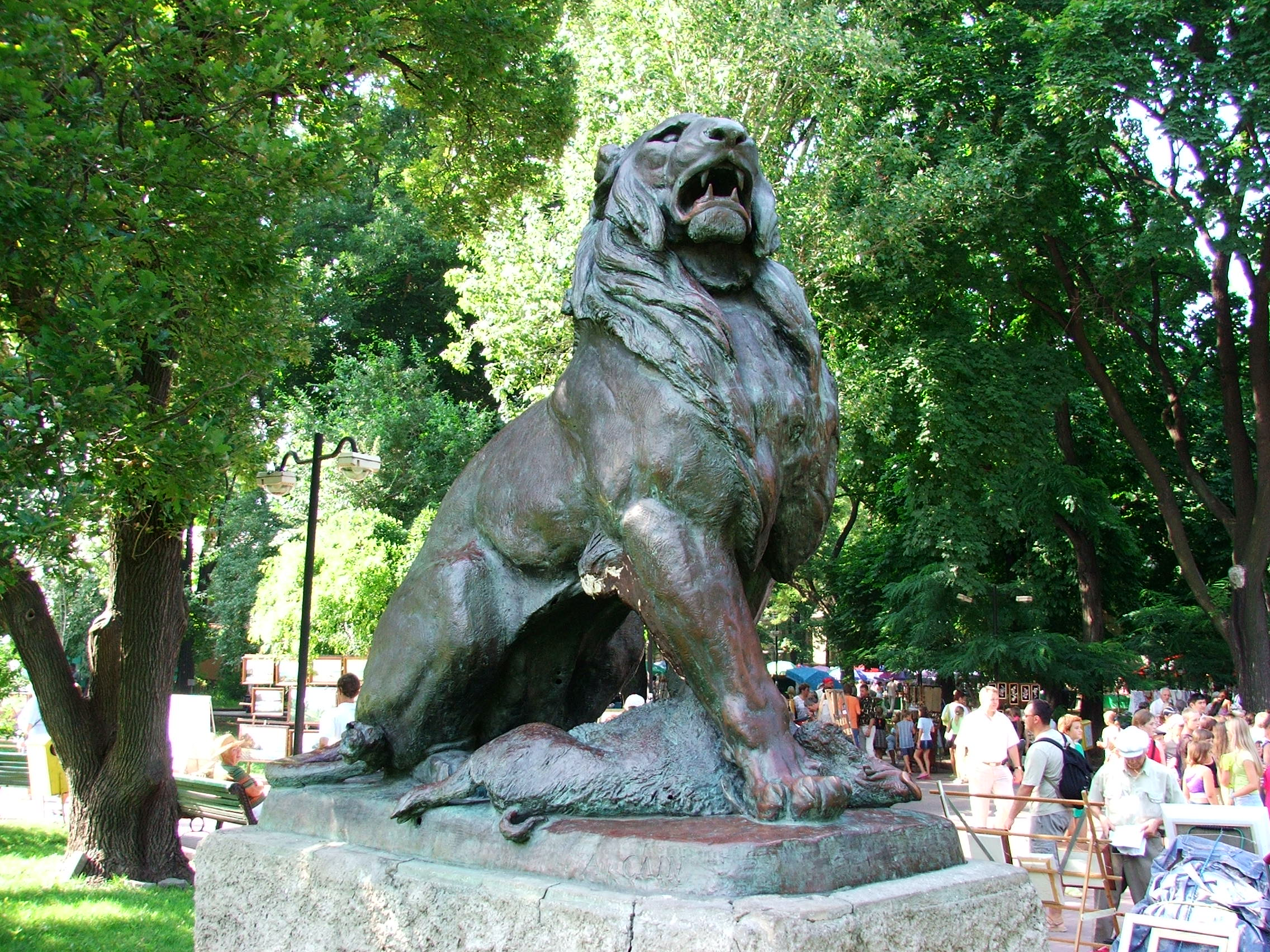
أسد في الحديقة

سمي شارع دريباسيفسكا سابقًا باسم شارع جيمنازسكايا (جيمنازيشيسكايا) نسبةً إلي صالة الألعاب الرياضية التي افتتحت في 16 أبريل 1804. أعيدت تسميته من دي ريباس في 6 يوليو 1811 إلي ديريباسوفسكايا أو دي ريباسوفسكايا أو ريباسوفسكايا خلال السنوات الأولى من حكم البلاشفة (1920-1938)، سميت على اسم الاشتراكي الألماني فرديناند لاسال. من 1938 إلى 1941، كان يطلق عليه شارع شكالوف. أخيرًا، في 19 نوفمبر 1941، تم تغيير اسمه إلى دريباسيفسكا.
أغلق شارع دريباسيفسكا أمام حركة السيارات وتحول إلى منطقة للمشاة فقط في وقت ما في ربيع عام 1984. قبل ذلك، استخدم ليس فقط من قبل السيارات، ولكن أيضًا بواسطة عربات ترولي المدينة في الطريق 1 و 2، والتي تم نقلها إلى الشوارع المجاورة بعد إعادة التجديد.
يمتد شارع دريباسيفسكا بالقرب من شارع بولسكا حتى بريوبرازينسكا وسادوفا، ويعبر بوشكينسكا وريشيليفسكا و كاتيرينينسكا وهافانا ونائب الأدميرال زوخوف لاين.

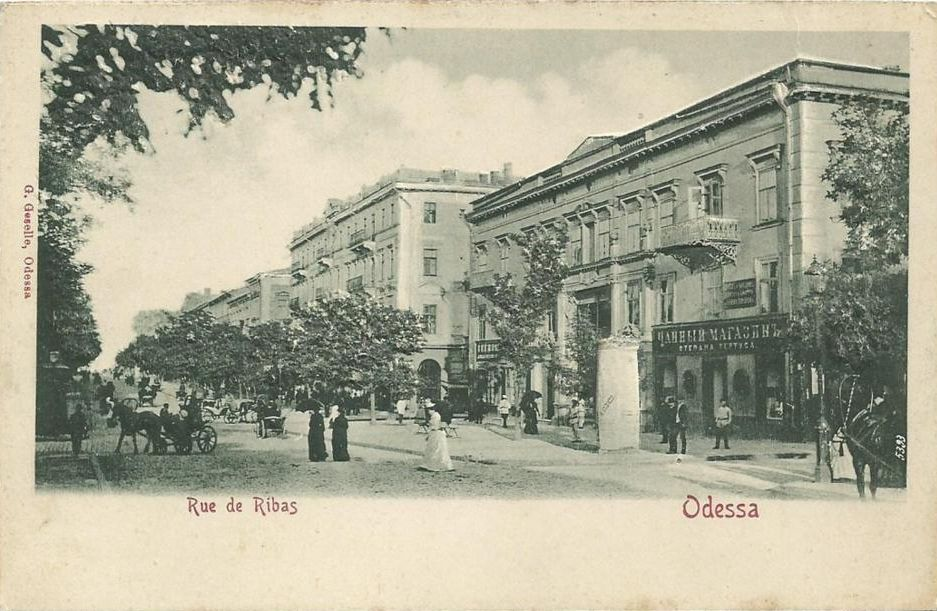
تقرأ الصورة القديمة : "شارع ريباس"

في كل عام في الأول من أبريل، يمر موكب هومورينا بطول شارع دريباسيفسكا، الذي يمتلئ بعشرات الآلاف من المتفرجين والمشاركين الذين يرتدون الأزياء المضحكة.